# 卡爾馬 (愛荷華州)
卡爾馬（英語：Calmar）是一個位於美國愛荷華州溫納希克縣的城市。

## 地理
卡爾馬的座標為43°10′55″N 91°51′59″W / 43.18194°N 91.86639°W，而該地的平均海拔高度為384米（即1260英尺）。

## 人口
根據2010年美國人口普查的數據，卡爾馬的面積為2.77平方千米，當中陸地面積為2.77平方千米，而水域面積為0.00平方千米。當地共有人口978人，而人口密度為每平方千米353人。